# Carl R. de Boor
Pour les articles homonymes, voir De Boor.
Carl-Wilhelm Reinhold de Boor (né le 3 décembre 1937) est un mathématicien germano-américain et professeur émérite à l'université du Wisconsin à Madison.
En 1993, de Boor est élu membre de l'Académie nationale d'ingénierie des États-Unis pour ses contributions à l'analyse numérique et aux méthodes, en particulier aux outils numériques utilisés dans la conception assistée par ordinateur.

## Jeunesse
Né à Stolp, en Allemagne (aujourd'hui Słupsk, qui fait partie de la Pologne), septième des huit enfants de Werner (un pasteur luthérien anti-nazi) et de Toni de Boor en 1937, il s'enfuit en 1945 avec sa famille pour s'installer. finalement à Schwerin, qui fait alors partie de l'Allemagne de l'Est. Enfant, il est souvent malade et souffre de diverses pathologies. En 1955, le jeune Carl profite du dégel politique temporaire qui suit la mort de Joseph Staline en 1953, obtient un visa d'un mois pour l'Allemagne de l'Ouest et y fait du vélo, puis décide d'y rester lorsqu'il apprend que sa candidature à l'université Humboldt (à Berlin-Est) pour étudier la chimie a été refusé (en raison de ses mauvais résultats en mathématiques). Cependant, Otto Friedrich (un frère de la première épouse du père de Carl) est disposé et capable de l'aider. Deux ans plus tard, il rencontre et tombe amoureux de la nièce d'Otto, Matilda Friedrich, fille de Carl Friedrich, politologue et constitutionnaliste. Avec le soutien de la famille Friedrich, Carl émigre aux États-Unis en 1959, apprenant l'anglais lors de son voyage à travers l'Atlantique (il sait lire Beatrix Potter lorsqu'il monte à bord du bateau).

## Éducation et carrière
N'ayant obtenu qu'un diplôme d'études secondaires après trois ans et demi d'études à l'université de Hambourg, de Boor entre à l'université Harvard en tant qu'étudiant diplômé en mathématiques. Après avoir travaillé pendant un an comme assistant de recherche auprès de Garrett Birkhoff, il part travailler pour General Motors Research à Warren, Michigan, où il rencontre des splines. Il obtient son premier diplôme de troisième cycle, un doctorat, de l'université du Michigan en 1966 sous la supervision de Robert Christian F. Bartels], avec une thèse intitulée « The Method of Projections as Applied to the Numerical Solution of Two Point Boundary Value Problems Using Cubic Splines », puis devient professeur adjoint à l'université Purdue. En 1972, il accepte un poste de professeur de mathématiques et d'informatique à l'université du Wisconsin à Madison, travaillant au centre de recherche en mathématiques de l'armée de l'UW, qui a récemment été bombardé en opposition à la guerre du Viêt Nam.

## Recherche et enseignement
L'un des principaux attraits du poste à l'UW est l'opportunité de travailler directement avec Isaac Schoenberg, considéré comme le père des splines, les polynômes par morceaux de Boor qui continueront à se développer. En particulier, il formule un algorithme (en) relativement rapide et numériquement stable pour calculer les valeurs des splines (largement utilisé dans la conception assistée par ordinateur et l'infographie) et préconise la formulation de fonctions splines en termes de splines de base, ou B-splines développées par Schoenberg et Curry. Il est enseignant et guide de nombreux étudiants diplômés. Il est l'auteur de nombreux ouvrages, dont un manuel d'introduction à l'analyse numérique (avec S.D. Conte) et un manuel sur l'approximation des splines. Carl travaille également beaucoup avec MATLAB au fil des ans et est l'auteur de Spline Toolbox.
Carl de Boor prend sa retraite de l'université du Wisconsin à Madison en 2003 et déménage dans le nord-ouest du Pacifique, où il continue de travailler avec des collègues sur des problèmes mathématiques et de voyager. Il vit actuellement sur l'île d'Orcas, dans l'État de Washington, avec sa seconde épouse, Helen Bee (en), auteure de textes sur le développement humain, avec qui il est marié depuis 1991. En plus de son statut émérite à l'Université du Wisconsin-Madison, il est également professeur affilié à l'université de Washington.
de Boor a été répertorié comme auteur hautement cité par l'ISI en mathématiques par l'ISI Web of Knowledge, Thomson Scientific Company. 

## Prix
En 1997, il est élu à l'Académie nationale des sciences et reçoit en 2003 la National Medal of Science en mathématiques. Parmi les autres distinctions qu'il a reçues, figurent l'élection à l'Académie américaine des arts et des sciences en 1987 et à l'Académie nationale d'ingénierie des États-Unis en 1993, des diplômes honorifiques de l'université Purdue et du Technion (l'Institut israélien de technologie), ainsi que l'adhésion à l'Académie allemande des sciences Leopoldina en Allemagne et à l'Académie polonaise des sciences. Il est lauréat de la conférence John von Neumann de la Society for Industrial and Applied Mathematics en 1996 et du prix John A. Gregory de conception géométrique en 2009.
En 1985 il est Fairchild Scholar à Caltech. Il est conférencier invité au Congrès international des mathématiciens de 1978 à Helsinki, avec une conférence intitulée « Polynomial Interpolation ».

## Vie privée
Carl est amateur de musique, notamment classique, et plus particulièrement de Jean-Sébastien Bach, de promenades, de bonne chère et de jeux en tout genre. En 1981, il achète son premier ordinateur personnel, un Apple II doté de 32 Ko de mémoire et équipé d'un vieux magnétophone à bobines connecté pour stocker les programmes. Il demande à ses enfants d'écrire tous les jeux informatiques auxquels ils souhaitent jouer. Avec eux, il a écrit un programme de comptabilité pour suivre son chéquier, qu'il continue à utiliser longtemps après que les enfants soient allés à l'université, bien qu'il ait dû modifier le programme pour utiliser la touche Z pour enregistrer une nouvelle transaction lorsque la touche R s'est finalement épuisée, en raison des implémentations d'un certain nombre de jeux de société préférés de ses enfants.
C'est un amoureux de l'originalité et facilement fasciné par l'art. Il garde une copie du Jardin des Délices dans sa salle à manger, au grand désarroi de certains de ses enfants et d'autres.
Carl apprend à jouer du cornet lorsqu'il est enfant pour lutter contre l'asthme. Il a également été nourri avec une grande quantité d'œufs crus, fouettés avec une pincée de sucre, soi-disant pour l'aider à se renforcer pendant ses premières années de maladie. En tant que père, il faisait manger de telles friandises à ses enfants.
Au cours de ses années à Madison, il a joué de la grosse caisse lors du défilé du 4 juillet du quartier, et chaque mois d'août célèbre son arrivée aux États-Unis, dont il est citoyen.

## Publications (sélection)
- C. de Boor, On calculating with B-splines, J. Approx. Theory 6 (1972), 50-62.
- C. de Boor, A Practical Guide to Splines, Springer-Verlag, 1978  (ISBN 0-387-95366-3).
- C. de Boor et S.D. Conte, Elementary numerical analysis, an algorithmic approach, McGraw-Hill, 1972 / 2000.
- C. de Boor, K. Hoellig et S. Riemenschneider, Box splines, Springer-Verlag, 1993.